# David Paul Landau
David Paul Landau (St. Louis (Missouri), 22 de junho de 1941) é um físico estadunidense. Trabalha com simulação computacional em física estatística.

## Obras
- com Kurt Binder, A Guide to Monte Carlo Simulations in Statistical Physics. Cambridge University Press, Cambridge 2000, ISBN 0-521-65366-5; 3ª Edição, 2009, ISBN 978-0-521-76848-1